# AUC Titans
Gli AUC Titans sono la squadra di football americano dell'Università americana del Cairo, in Egitto, fondata nel 2014.

## Dettaglio stagioni

### Tornei nazionali

#### Campionato

##### ENFL
| Stagione | regular season | regular season | regular season | regular season | regular season | regular season | playoff | playoff | playoff | playoff | playoff | playoff   | playoff    |
|          | Vin            | Par            | Per            | Tot            | PF             | PS             | Vin     | Per     | Tot     | PF      | PS      | risultato | avversaria |
| -------- | -------------- | -------------- | -------------- | -------------- | -------------- | -------------- | ------- | ------- | ------- | ------- | ------- | --------- | ---------- |
| 2016     | 1              | 0              | 4              | 5              | 13             | 107            | -       | -       | -       | -       | -       | -         | -          |
| 2018     | 1              | 0              | 4              | 5              | 20             | 223            | -       | -       | -       | -       | -       | -         | -          |
| 2019     | 1              | 0              | 4              | 5              | 31             | 149            | -       | -       | -       | -       | -       | -         | -          |
| Totale   | 3              | 0              | 12             | 15             | 64             | 479            | -       | -       | -       | -       | -       |           |            |

Fonti: Enciclopedia del Football - A cura di Roberto Mezzetti